# Phylloteles rhodesiae
Phylloteles rhodesiae är en tvåvingeart som beskrevs av Zumpt 1973. Phylloteles rhodesiae ingår i släktet Phylloteles och familjen köttflugor.
Artens utbredningsområde är Zimbabwe. Inga underarter finns listade i Catalogue of Life.